# Centro de interpretación de la Mina Las Matildes
El centro de interpretación de la Mina Las Matildes está situado en la diputación de El Beal, dentro del término municipal de Cartagena, Región de Murcia, España. Es un espacio pionero en la Región de Murcia en el que los visitantes pueden acercarse de una forma didáctica y amena, a las huellas que más de 2000 años de historia de la minería han dejado en el paisaje, el patrimonio y el medio ambiente de la Sierra Minera de Cartagena-La Unión, y en el que pueden descubrir la singularidad y el interés de las minas que fueron dedicadas al desagüe de la cuenca minera.

## Titularidad y gestión
El centro de interpretación de la Mina Las Matildes es un espacio cultural propiedad del Ayuntamiento de Cartagena, desarrollado y gestionado por la Fundación Sierra Minera, en el marco del Proyecto Jara (dentro del marco del programa europeo LIFE-Medio Ambiente) de recuperación medioambiental y del patrimonio industrial de la Sierra Minera de Cartagena-La Unión.
El Proyecto Jara tiene entre sus objetivos también la recuperación medioambiental de la Sierra y la búsqueda de alternativas de empleo con posterioridad al paro de la minería en 1992.
La Sierra Minera es Bien de Interés Cultural (BIC), con categoría de sitio histórico, por el Decreto nº 280/2015, de 7 de octubre, del Consejo de Gobierno de la Comunidad Autónoma de la Región de Murcia, publicado en el BORM el 10/10/2015.

## Relevancia nacional y protección del patrimonio de la Sierra Minera
Por su parte, el Instituto del Patrimonio Histórico Español del Ministerio de Cultura, incluyó el Paisaje Minero de La Unión y Cartagena en la lista de bienes seleccionados en el Plan del Patrimonio Industrial 2015, realizando además, en la actualidad un Plan Director del Paisaje Industrial de la Sierra Minera de Cartagena-La Unión, que está llevando a cabo la Fundación Sierra Minera,2019, que recoge además del catálogo de los elementos que componen este paisaje y un conjunto de propuestas de intervenciones para su protección y recuperación. Finalmente.
Por último la relevancia del patrimonio industrial de la Sierra Minera, ha hecho que esté incluido como Patrimonio Histórico Minero, junto a otros distritos mineros de nuestro país, en la Lista Indicativa Española de los bienes susceptibles de ser declarados Patrimonio Mundial, aprobada por el Consejo del Patrimonio Histórico en su reunión de 29 y 30 de junio de 2006.
La Sierra minera de Cartagena-La Unión figura también en la lista de 100 elementos del Patrimonio industrial realizada por Ticcih y el Plan nacional de arqueología industrial (Ministerio de Cultura)

## Reforzamiento de la vegetación
El reforzamiento de la vegetación en el centro se ha llevado a cabo con algarrobos, piteras, salao blanco y granados.

## Rambla de Las Matildes
Las Rambla de Las Matildes y la del Beal provienen de la Sierra Minera de Cartagena-La Unión, siendo sus principales canales de drenaje y, por lo tanto, principal entrada de metales pesados al Mar Menor. Tras discurrir en paralelo, desembocan entre los núcleos urbanos de Los Urrutias y Los Nietos, en la urbanización Estrella del Mar la rambla de Las Matildes y al norte de las antiguas salinas de Lo Poyo la rambla del Beal.
El Ministerio para la Transición Ecológica, a través de la Confederación Hidrográfica del Segura, prevé una serie de proyectos de restauración hidrológico-forestal para la reducción del riesgo de inundación y la mejora ambiental de la ramblas de Las Matildes, la del Beal, el Barranco de Ponce y la rambla de la Carrasquilla con el objetivo de retener los sedimentos acompañados de metales pesados procedentes de las balsas y escombreras de la Sierra Minera antes de que entren en el Mar Menor.